# 维克托·卢卡申科
维克托·亚历山德罗维奇·卢卡申科（發音：[ˈvʲiktar alʲakˈsandravʲit͡ʂ lukaˈʂɛnka]，發音：[vʲˈiktər ɐlʲɪksˈandrəvʲɪt͡ɕ lʊkɐˈʂɛnkə]；1975年11月28日—）是白俄罗斯的政治人物。2020年，因总统选举的问题，而被欧盟、加拿大及美国制裁。他于2021年当选为白俄羅斯奧林匹克委員會主席。